# Abel Apigo
Abel Cahiles Apigo (ur. 21 maja 1968 w Calinan) – filipiński duchowny katolicki, biskup diecezji Mati od 2018.

## Życiorys
Wstąpił do Seminarium św. Franciszka Ksawerego w Davao. W 2000 uzyskał tytuł licencjata z historii Kościoła na Papieskim Uniwersytecie Gregoriańskim w Rzymie.
Święcenia kapłańskie przyjął 18 kwietnia 1994 i został inkardynowany do archidiecezji Davao. Był wikariuszem parafii katedralnej 
(1994–1996), a następnie pracował w seminarium w Davao. Pełnił w nim funkcje dyrektora duszpasterskiego (1996–1997), profesora (2000–2001), prorektora i dziekana (2002–2006) oraz rektora (2006–2018).
W 2014 roku otrzymał nominację na wikariusza biskupiego ds. duchowieństwa.

### Episkopat
10 lutego 2018 został mianowany przez papieża Franciszka biskupem diecezji Mati. Sakry udzielił mu 24 kwietnia 2018 metropolita Davao - arcybiskup Romulo Valles.